# Sutri
Sutri là một thị xã ở tỉnh Viterbo, khoảng 50 km so với Roma. 

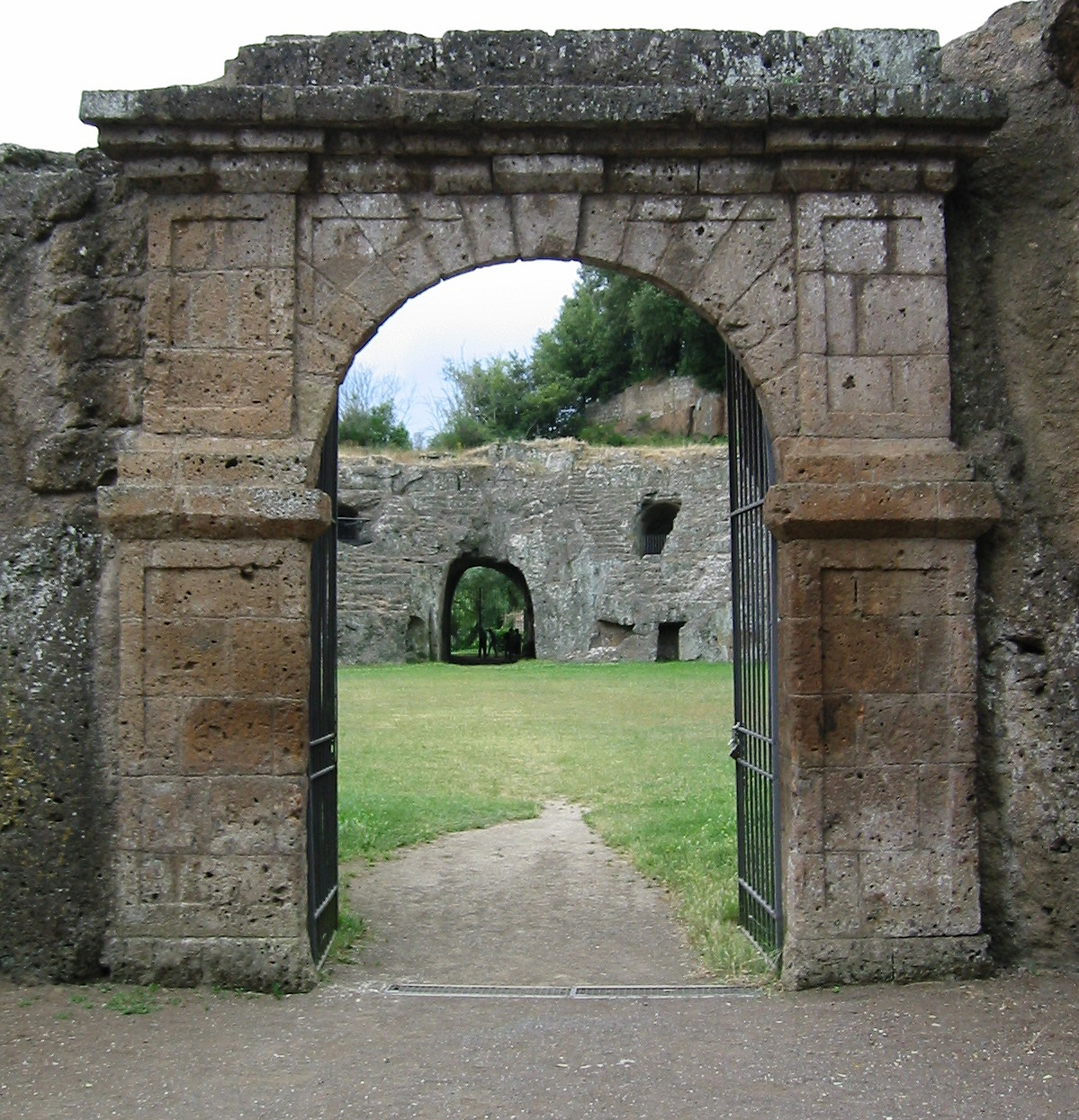
Lối vào giảng đường Sutri.

Thị xã có diện tích 12,29  km².
Thị xã có dân số 5000 người. Công trình nổi bật ở đây là một giảng đường cổ.
Sutri được nối thông qua Via Cassia với Roma và Viterbo.